# Francesca Bentivoglio

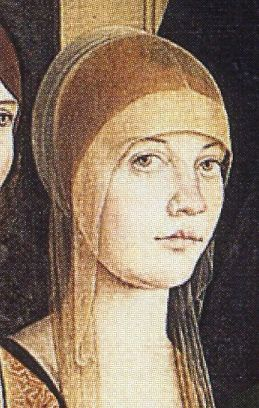
Francesca Bentivoglio nella Pala Bentivoglio

Francesca Bentivoglio (Bologna, 18 febbraio 1468 – Milano, fine settembre/inizio ottobre 1504) signora consorte di Faenza, era figlia di Giovanni II Bentivoglio, signore di fatto di Bologna, e di Ginevra Sforza, figlia di Alessandro Sforza signore di Pesaro.

## Biografia

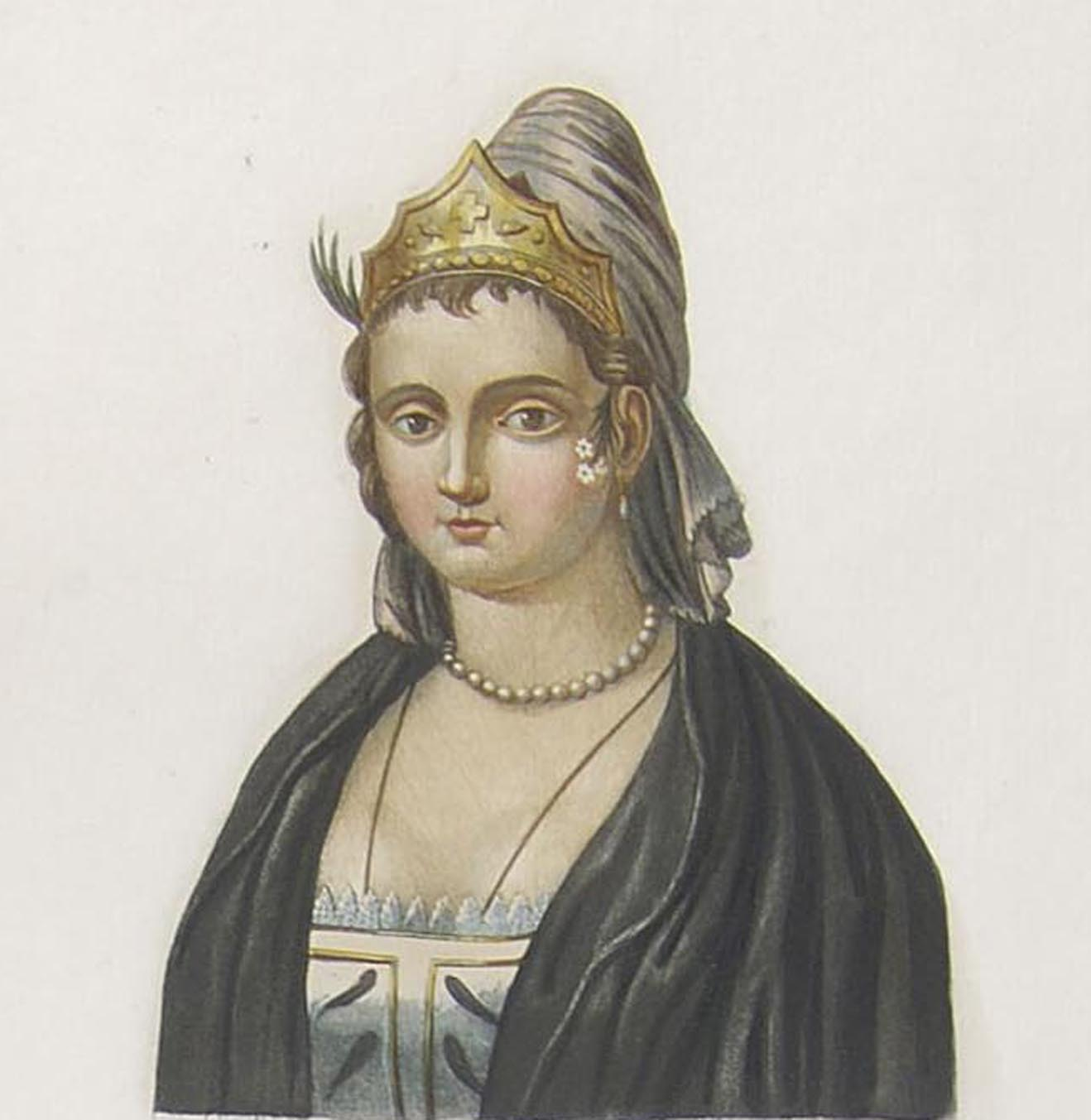
Francesca Bentivoglio

A tredici anni, il 17 febbraio 1482, sposò a Bologna il signore di Faenza Galeotto Manfredi, che pure era rimasto legato alla sua amante, Cassandra Pavoni, da cui aveva avuto tre figli. Il 20 gennaio 1485 Francesca diede al marito il figlio Astorre (1485-1502), che sarà l'ultimo Manfredi a signoreggiare su Faenza, ma non per questo le relazioni tra i due coniugi migliorarono e nel 1487 Francesca abbandonò il marito rifugiandosi con il figlio nella casa paterna di Bologna.
Lorenzo de' Medici, preoccupato che i litigi familiari potessero mettere fine all'alleanza politica tra Bologna e Faenza, necessaria a contrastare le mire espansionistiche del papato, fece allontanare la Pavoni da Faenza, così che Francesca tornò dal marito nell'agosto di quello stesso anno. Ma la Bentivoglio, decisa a liberarsi di Galeotto, assoldò due sicari, Mengaccio e Rigo da Bologna, che il 31 maggio 1488 uccisero Manfredi a pugnalate, chiamò a soccorso il padre Giovanni e proclamò il piccolo figlio Astorre nuovo signore della città.
Non è certo se alla base dell'omicidio del Manfredi vi fosse un complotto politico ordito da Giovanni Bentivoglio per impadronirsi della città, ma la reazione delle maggiori famiglie faentine non si fece attendere e padre e figlia furono prima imprigionati e poi espulsi da Faenza, mentre i due sicari furono giustiziati e Astorre fu confermato signore di Faenza sotto la reggenza del Consiglio degli anziani.
Cesare Borgia conquistò poi Faenza nel 1501 portando il diciassettenne Astorre prigioniero a Roma, dove morì.
Francesca si risposò il 2 novembre 1492 con Guido II Torelli, che rinunciò per questo allo stato ecclesiastico concedendo il titolo di protonotario apostolico con i relativi benefici al fratello di Francesca, Antongaleazzo Bentivoglio. La figlia Ippolita andò in sposa nel 1516 al famoso letterato Baldassarre Castiglione.
La notizia della morte di Francesca raggiunse Bologna durante i festeggiamenti per le nozze del fratello Ermes con Iacopa Orsini nell'ottobre 1504.
Francesca è ritratta con tutta la famiglia Bentivoglio nella pala di Lorenzo Costa custodita nella chiesa di San Giacomo. Le drammatiche vicende che coinvolsero Francesca e il marito Manfredi fornirono a Vincenzo Monti il tema della tragedia Galeotto Manfredi, in cui la consorte di Galeotto si chiama Matilde.

## Ascendenza
|                         |                        |                                 | Genitori            |  |  | Nonni |  |  | Bisnonni                   |  |  | Trisnonni              |  |
|                         |                        |                                 |                     |  |  |       |  |  | Anton Galeazzo Bentivoglio |  |  | Giovanni I Bentivoglio |  |
|                         |                        |                                 |                     |  |  |       |  |  | Anton Galeazzo Bentivoglio |  |  | Giovanni I Bentivoglio |  |
|                         |                        | Elisabetta da Castel San Pietro |                     |  |  |       |  |  | Anton Galeazzo Bentivoglio |  |  |                        |  |
| Annibale I Bentivoglio  |                        |                                 |                     |  |  |       |  |  | Anton Galeazzo Bentivoglio |  |  |                        |  |
|                         |                        | Francesca Gozzadini             | Gozzadino Gozzadini |  |  |       |  |  |                            |  |  |                        |  |
|                         |                        | Francesca Gozzadini             | Gozzadino Gozzadini |  |  |       |  |  |                            |  |  |                        |  |
|                         |                        | Francesca Gozzadini             | Costanza Scappi     |  |  |       |  |  |                            |  |  |                        |  |
| Giovanni II Bentivoglio |                        | Francesca Gozzadini             |                     |  |  |       |  |  |                            |  |  |                        |  |
|                         |                        | Lancillotto Visconti            | Bernabò Visconti    |  |  |       |  |  |                            |  |  |                        |  |
|                         |                        | Lancillotto Visconti            | Bernabò Visconti    |  |  |       |  |  |                            |  |  |                        |  |
|                         |                        | Lancillotto Visconti            | Donnina Porro       |  |  |       |  |  |                            |  |  |                        |  |
| Donnina Visconti        |                        | Lancillotto Visconti            |                     |  |  |       |  |  |                            |  |  |                        |  |
|                         |                        | …                               | …                   |  |  |       |  |  |                            |  |  |                        |  |
|                         |                        | …                               | …                   |  |  |       |  |  |                            |  |  |                        |  |
|                         |                        | …                               | …                   |  |  |       |  |  |                            |  |  |                        |  |
| Francesca Bentivoglio   |                        | …                               |                     |  |  |       |  |  |                            |  |  |                        |  |
|                         | Muzio Attendolo Sforza | Giovanni Attendolo              |                     |  |  |       |  |  |                            |  |  |                        |  |
|                         | Muzio Attendolo Sforza | Giovanni Attendolo              |                     |  |  |       |  |  |                            |  |  |                        |  |
|                         | Muzio Attendolo Sforza | Elisa Petraccini                |                     |  |  |       |  |  |                            |  |  |                        |  |
| Alessandro Sforza       | Muzio Attendolo Sforza |                                 |                     |  |  |       |  |  |                            |  |  |                        |  |
|                         |                        | Lucia Terzani                   | …                   |  |  |       |  |  |                            |  |  |                        |  |
|                         |                        | Lucia Terzani                   | …                   |  |  |       |  |  |                            |  |  |                        |  |
|                         |                        | Lucia Terzani                   | …                   |  |  |       |  |  |                            |  |  |                        |  |
| Ginevra Sforza          |                        | Lucia Terzani                   |                     |  |  |       |  |  |                            |  |  |                        |  |
|                         |                        | …                               | …                   |  |  |       |  |  |                            |  |  |                        |  |
|                         |                        | …                               | …                   |  |  |       |  |  |                            |  |  |                        |  |
|                         |                        | …                               | …                   |  |  |       |  |  |                            |  |  |                        |  |
| …                       |                        | …                               |                     |  |  |       |  |  |                            |  |  |                        |  |
|                         |                        | …                               | …                   |  |  |       |  |  |                            |  |  |                        |  |
|                         |                        | …                               | …                   |  |  |       |  |  |                            |  |  |                        |  |
|                         |                        | …                               | …                   |  |  |       |  |  |                            |  |  |                        |  |
|                         |                        | …                               |                     |  |  |       |  |  |                            |  |  |                        |  |